# Tetramesa phleicola
Tetramesa phleicola är en stekelart som först beskrevs av Hans Hedicke 1921.  Tetramesa phleicola ingår i släktet Tetramesa och familjen kragglanssteklar. Arten är reproducerande i Sverige. Inga underarter finns listade i Catalogue of Life.